# Ocean (bài hát của Martin Garrix)
"Ocean" là một bài hát bởi nhà sản xuất thu âm và DJ người Hà Lan Martin Garrix, hợp tác với ca sĩ người Mỹ và người viết lời hát Khalid. Được viết bởi Khalid, Dewain Whitmore Jr., Ilsey Juber và sản xuất bởi Garrix và Giorgio Tuinfort, nó được phát hành trên STMPD RCRDS vào ngày 15 tháng 6 năm 2018, cùng với video âm nhạc của nó.

## Bảng xếp hạng
| Bảng xếp hạng (2018)                            | Vị trí cao nhất |
| ----------------------------------------------- | --------------- |
| Úc (ARIA)                                       | 12              |
| Áo (Ö3 Austria Top 40)                          | 23              |
| Bỉ (Ultratop 50 Flanders)                       | 42              |
| Bỉ (Ultratip Wallonia)                          | 4               |
| Canada (Canadian Hot 100)                       | 28              |
| Croatia Airplay (HRT)                           | 22              |
| Cộng hòa Séc (Singles Digitál Top 100)          | 12              |
| Cộng hòa Séc (Rádio Top 100)                    | 68              |
| Denmark (Tracklisten)                           | 17              |
| Pháp (SNEP)                                     | 166             |
| Trường songid là BẮT BUỘC CHO BẢNG XẾP HẠNG ĐỨC | 38              |
| Hungary (Single Top 40)                         | 15              |
| Hungary (Stream Top 40)                         | 4               |
| Ireland (IRMA)                                  | 14              |
| Italy (FIMI)                                    | 78              |
| Latvia (Latvijas Top 40)                        | 12              |
| Malaysia (RIM)                                  | 7               |
| Hà Lan (Dutch Top 40)                           | 6               |
| Hà Lan (Single Top 100)                         | 16              |
| New Zealand (Recorded Music NZ)                 | 11              |
| Norway (VG-lista)                               | 14              |
| Bồ Đào Nha (AFP)                                | 16              |
| Romania (Airplay 100)                           | 8               |
| Scotland (OCC)                                  | 8               |
| Singapore (RIAS)                                | 7               |
| Slovakia (Rádio Top 100)                        | 78              |
| Slovakia (Singles Digitál Top 100)              | 15              |
| Spain (PROMUSICAE)                              | 88              |
| Sweden (Sverigetopplistan)                      | 11              |
| Thụy Sĩ (Schweizer Hitparade)                   | 25              |
| Anh Quốc (OCC)                                  | 25              |
| Hoa Kỳ Billboard Hot 100                        | 78              |
| Hoa Kỳ Dance Club Songs (Billboard)             | 34              |
| Hoa Kỳ Hot Dance/Electronic Songs (Billboard)   | 5               |

## Chứng nhận
| Quốc gia | Chứng nhận | Số đơn vị/doanh số chứng nhận |
| --- | ---------- | ----------------------------- |
| Úc (ARIA) | Platinum   | 70.000‡                       |
| Ba Lan (ZPAV) | Gold       | 10.000‡                       |
| Anh Quốc (BPI) | Silver     | 200.000‡                      |
| Hoa Kỳ (RIAA) | Gold       | 500.000‡                      |
| * Chứng nhận dựa theo doanh số tiêu thụ. ^ Chứng nhận dựa theo doanh số nhập hàng. ‡ Chứng nhận dựa theo doanh số tiêu thụ và phát trực tuyến. |            |                               |